# Облога Єрусалима (1187)
Облога Єрусалима (1187) — одна з битв часів Хрестових походів, мала місце наприкінці вересня — початку жовтня 1187 року (з 20 вересня по 2 жовтня 1187 року) після поразки основних сил хрестоносців у битві при Хаттині проти сил Саладіна (Салахадіна). Облогу здійснювали війська султана Сирії і Єгипту з династії Аюбідів — Салах ад-Діна.
Внаслідок майже двотижневої тяжкої облоги, кілька десятків лицарів-хрестоносців на чолі з Баліаном II Ібеліном, королевою Сибілою Єрусалимською та патріархом Єрусалима Іраклієм змушені були віддати Єрусалим Салахадінові. Це сталося 2 жовтня 1187 року. Єрусалимське королівство, що було проголошене одразу після Першого хрестового походу (1099) було фактично ліквідоване. Однак облога Єрусалима закінчилася не збройним захопленням, а скоріше добровільною здачею міста сарацинам. Королева Єрусалима Сибіла I погодилася добровільно здати місто Салахадіну лише після того, як отримала від нього гарантії, що сарацини не стануть убивати християн у місті. Сама ж королева отримала вільний вихід з Єрусалима.
Сили сторін, що брали участь у цьому конфлікті достеменно невідомі. На думку істориків, обороняли місто близько 60 лицарів та 5000 воїнів єрусалимського гарнізону. Облогу здійснювало приблизно 20000 сарацинів.
Звістка про захоплення турками-сельджуками Єрусалима і Гробу Господнього спровокувала у Європі надзвичайно гнітюче враження серед європейської знаті та простих людей. На черговий заклик понтифікату на чолі з Григорієм VIII звільнити Єрусалим від сарацинів, відреагували найсильніші правителі тогочасної Європи — англійський король Річард I Левове Серце, король Франції Філіпп II Август, імператор Священної Римської імперії Фрідріх I Барбаросса, а також Єрусалимський король Гі де Лузіньян, який перед облогою Єрусалима потрапив в полон до Салахаддіна.
Події облоги Єрусалима висвітлені у фільмі режисера Рідлі Скотта «Царство небесне» (2005). Однак є певні незбіги серед персонажів фільму з реальними історичними постатями.